# Ашерслебен
Ашерслебен (нім. Aschersleben) — місто в Німеччині, розташоване в землі Саксонія-Ангальт.
Входить до складу району Зальцланд (колишній Ашерслебен-Штасфурт, який внаслідок земельної реформи 2007 злився з Бернбургом і Шьонебеком. Теперішній райцентр Бернбург. Площа — 156,31 км2. Населення становить 26 328 ос. (станом на 31 грудня 2021). Це третє за розміром місто в районі і найстаріше згадуване в першоджерелах місто в Саксонії-Ангальт.
Місто розташоване неподалік північних відрогів гір Гарц в долині річки Айне. Внаслідок такого розташування його називають «Воротами в Гарц».
Ашерслебен родове місце княжого роду Асканіїв, назва яких походить від латинізованої форми назви Aschersleben Ascharia. В місті добре збереглось середньовічне укріплення, що обмежує по периметру історичний центр міста.

## Історія

### Рання історія
Клімат навколо території міста давно приваблював людей. Місто знаходилося у тіні гірного масиву Гарц, що і сприяло клімату міста.
Найдавніші знахідки мисливського табору походять із Брухсберга поблизу Кьонінгзауе, приблизно за п’ять кілометрів від міста Ашерслебен, і датуються понад 55 800 років тому.

### Заснування міста
Вперше місто згадується у 748 році під назвою Ашерсгелебе.

## Агломерація
Також до складу Ашерслебену входять:
- Дрондорф
- Фреклебен
- Гросс-Ширштедт
- Клайн-Ширштедт
- Мерінген
- Ной-Кьонінгзауе
- Шаккенталь
- Шакштедт
- Вестдорф
- Вільслебен
- Вініннген

## Прапор міста
На прапорі міста зображено чорний, білий і зелений кольори з гербом міста зверху.
Відповідно до протоколу засідання міської ради 24 серпня 1900 року місто Ашерслебен вирішило носити кольори міста чорним, білим і зеленим. Ці кольори були перераховані у зазначеному порядку та мали історичну традицію. Однак підтвердження сертифікації не було. 
Місто успішно оскаржило біло-червоні кольори, надані регіональною радою Магдебурга, і ввело триколірний прапор у процес затвердження в 1995 році за допомогою місцевого геральдиста Йорга Манча.

## Цікава інформація
4 квітня 1933 року збори депутатів міста надали звання почесного громадянина міста Адольфу Гітлеру. Це рішення суд скасував лише 2006-го року.[джерело?]

## Галерея

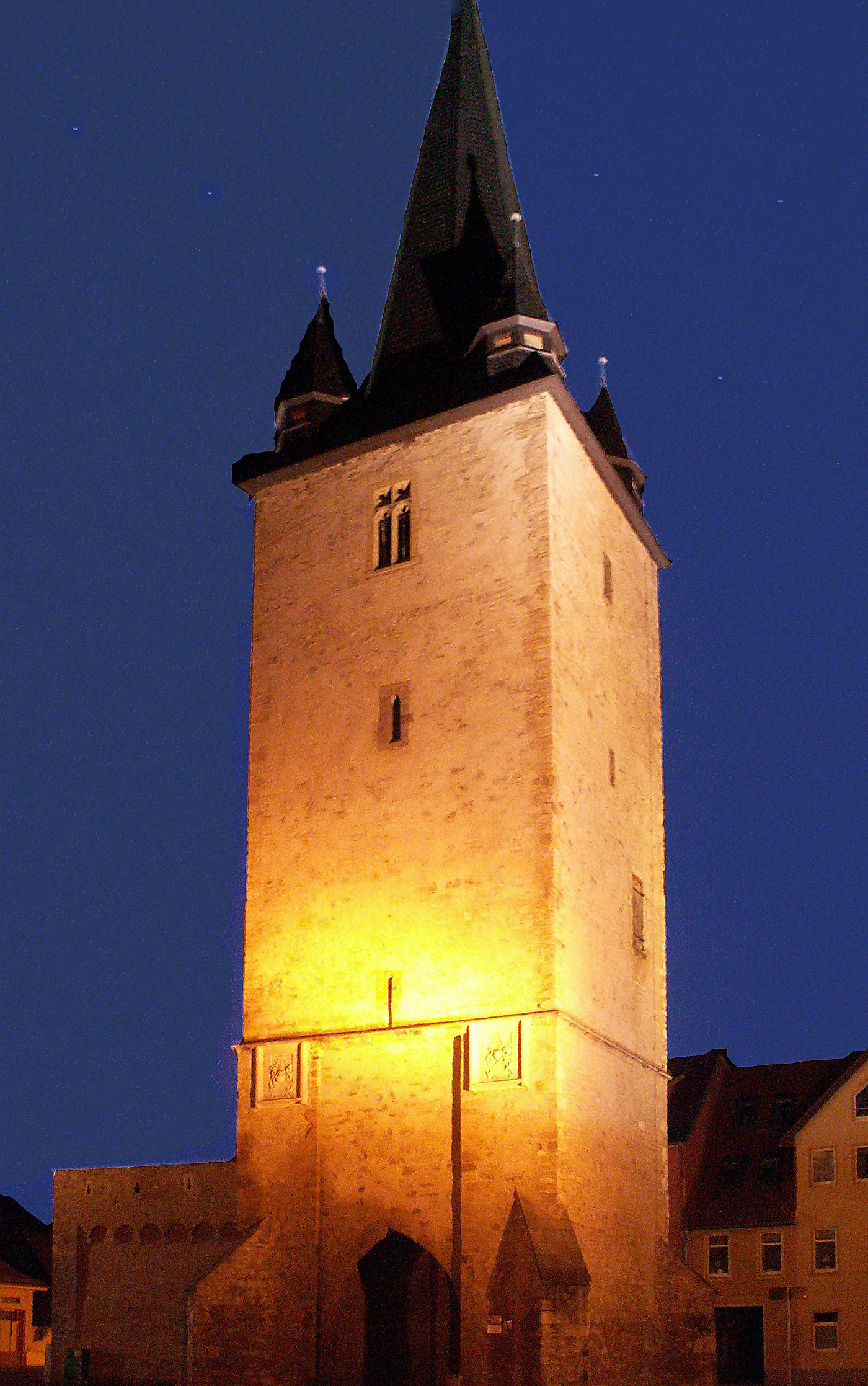
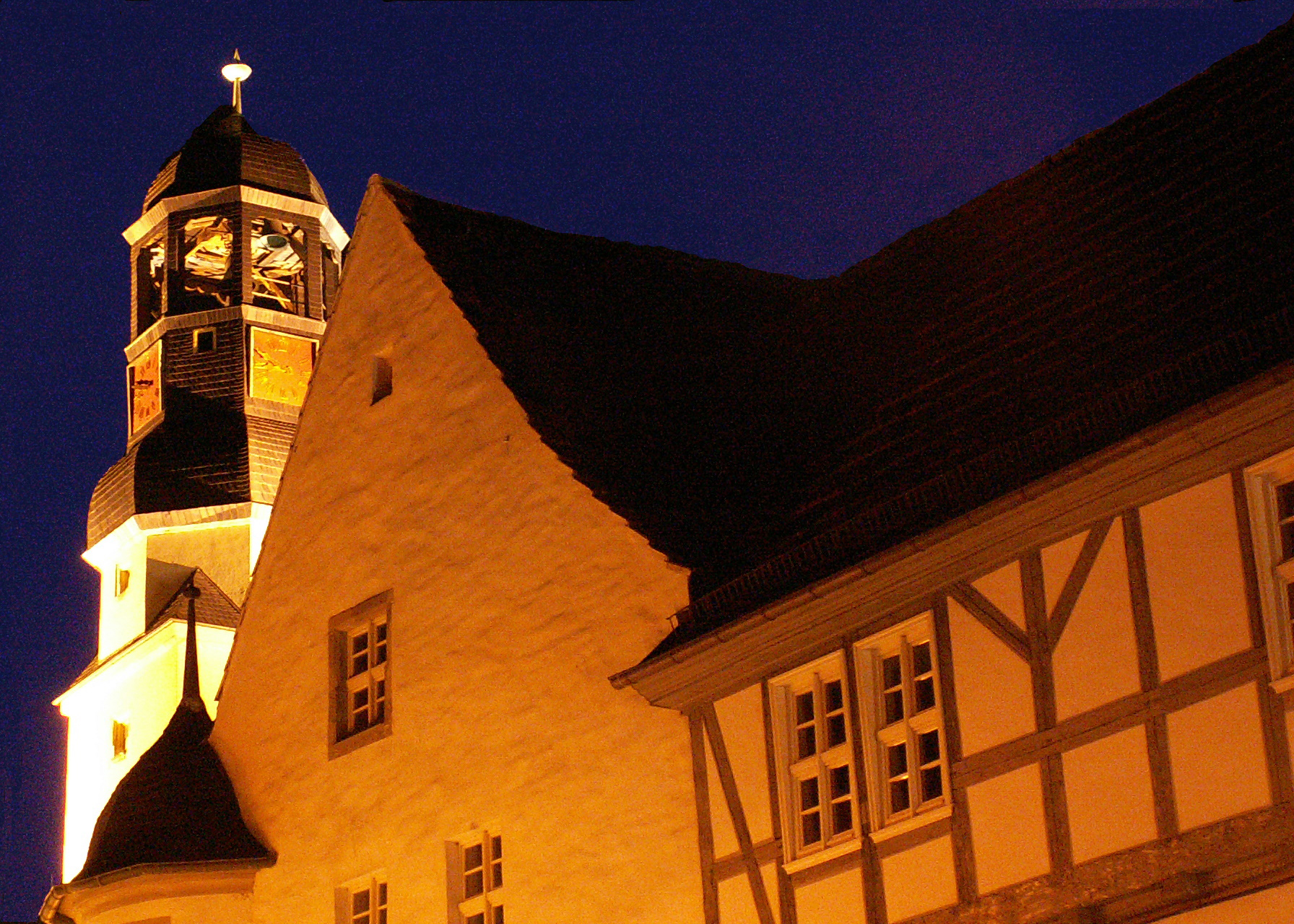
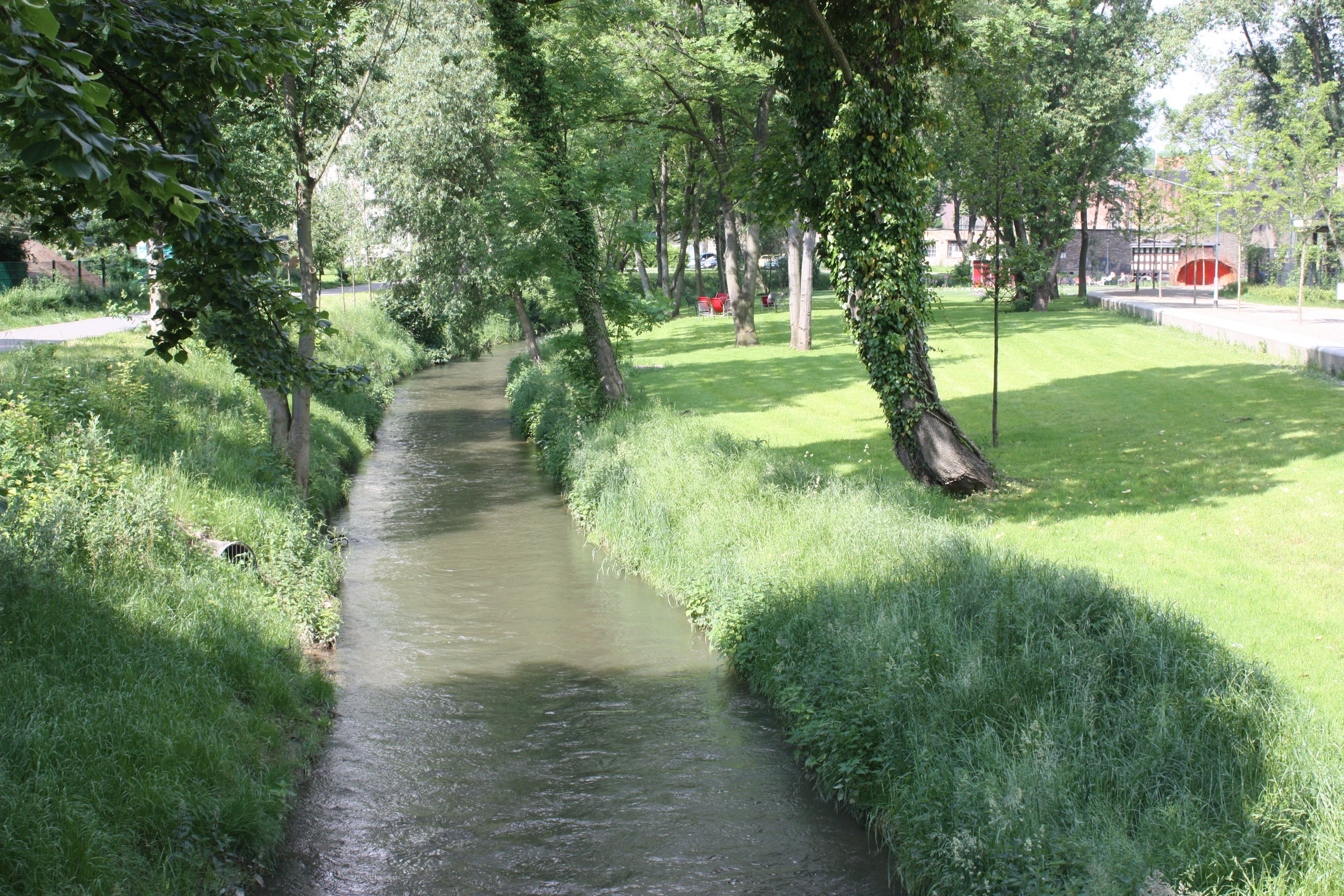
links
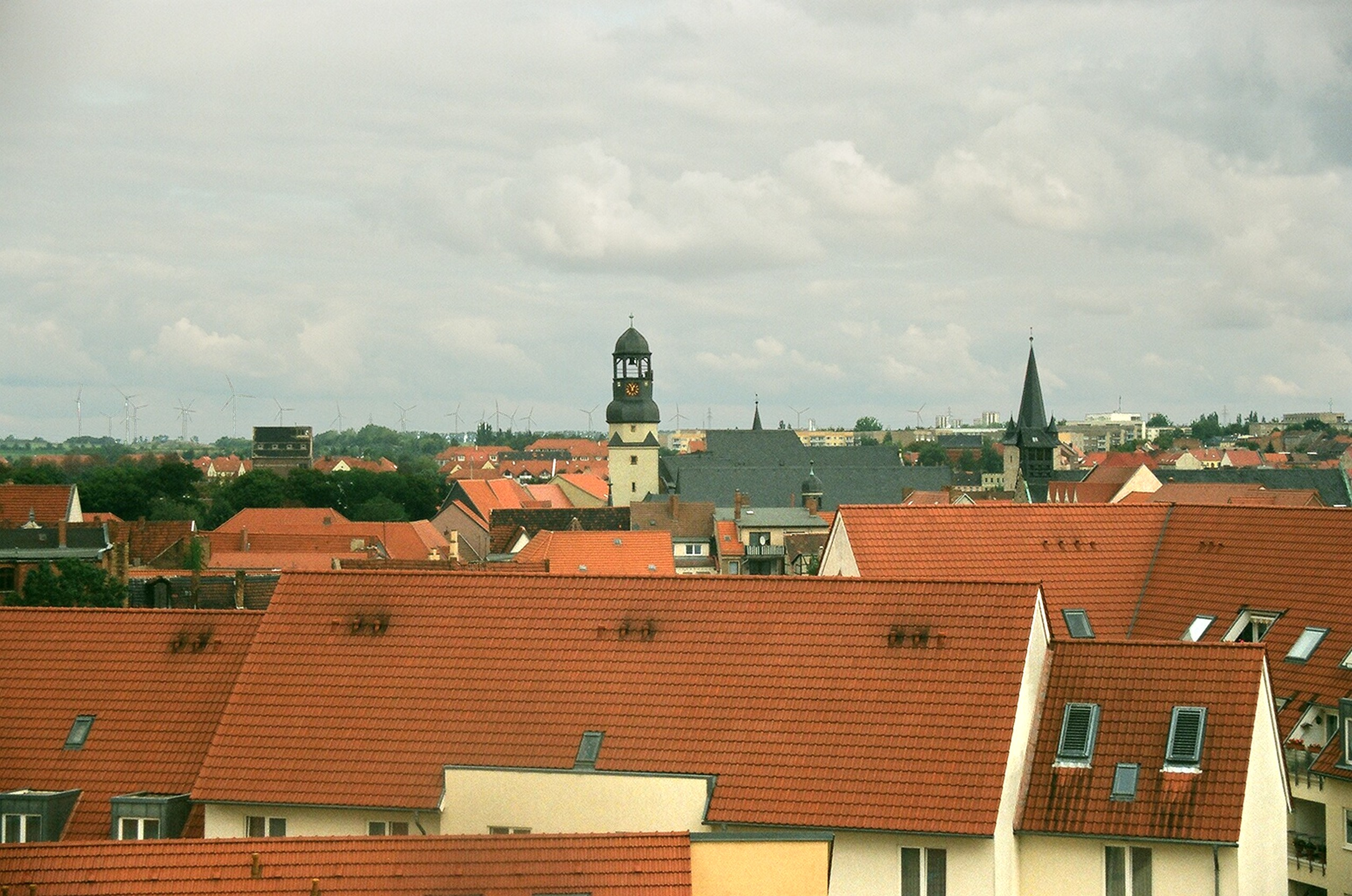
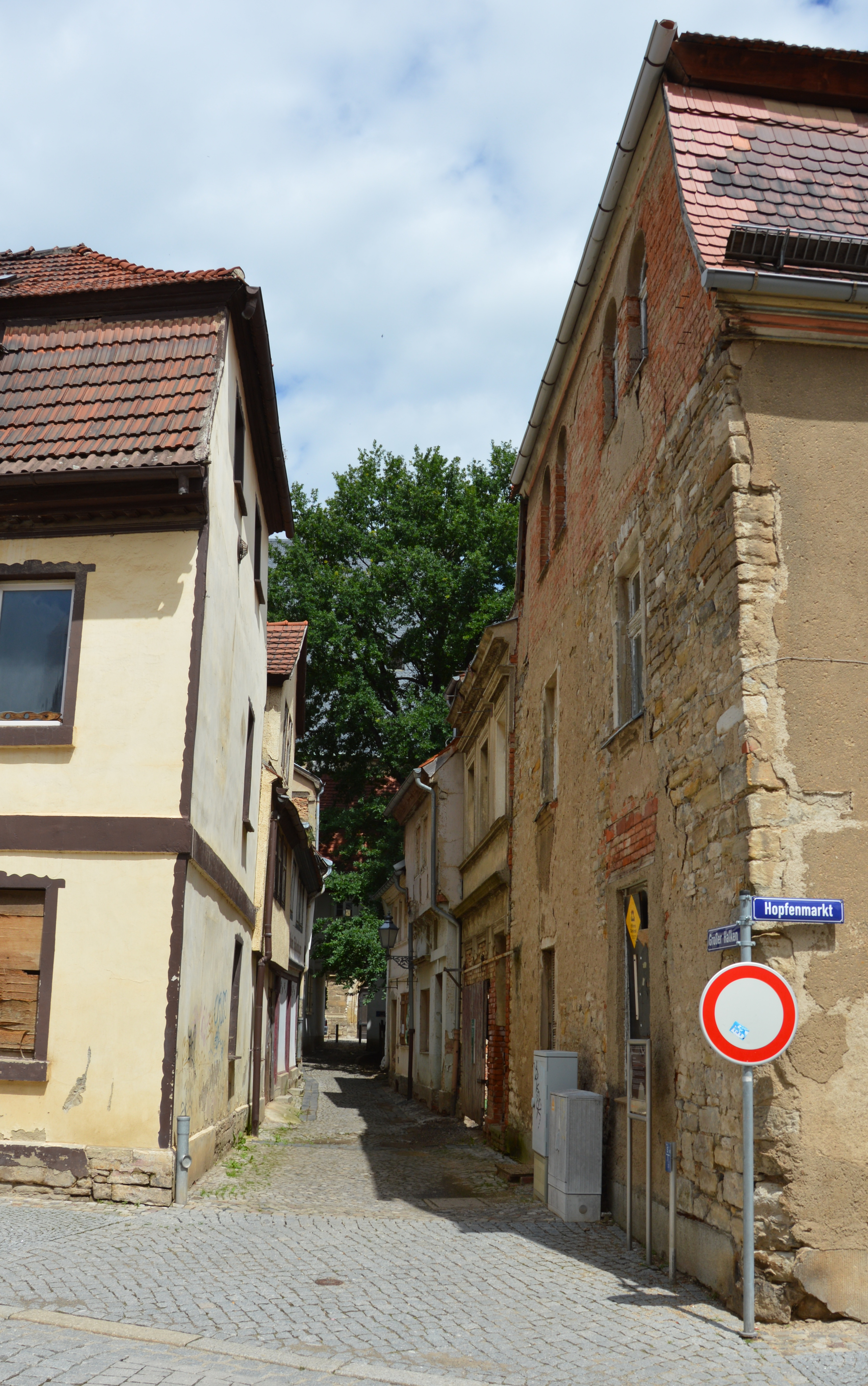
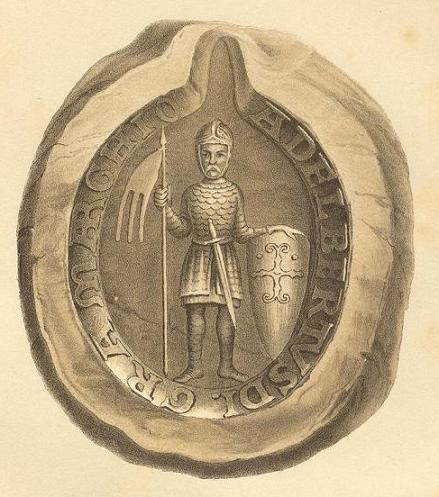
hochkant

## Персоналії
- Герд фон Рундштедт (1875—1953) — німецький воєначальник часів Третього Рейху.